# Jimmy Joy

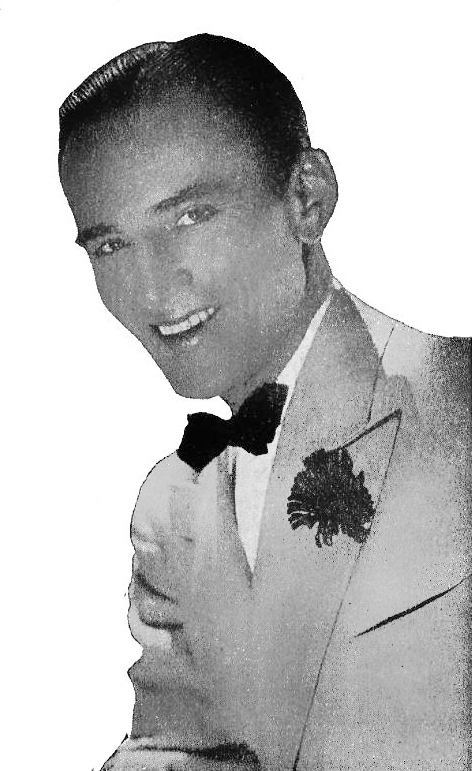
Jimmy Joy

Jimmy Joy, geboren als James Monte Maloney (Texas, 20 april 1902 - Dallas, 7 maart 1962) was een Amerikaanse saxofonist, klarinettist, zanger en bigbandleider in de swing en populaire muziek.
Maloney leidde een band in Joyland Park in Galveston (Texas), vernoemd naar het park. Met deze groep, voortgekomen uit een campusband die hij aan de Universiteit van Texas leidde, maakte hij in de periode 1923-1925 onder de naam Jimmie's Joys dixieland-opnames voor enkele platenlabels, waaronder Okeh Records. Ook ging hij met dit orkest op tournee om met zijn muziek in de jazz-stijl (maar ook met meer zoete dansmuziek) dansers in beweging te krijgen. Maloney (vanaf 1929 ging hij voorgoed verder onder de artiestennaam Jimmy Joy) zong zelf en speelde de saxofoon en klarinet (en tot vermaak van de aanwezigen, naar voorbeeld van Wilbur Sweatman, soms ook twee klarinetten tegelijk). Hij trad met zijn territoryband veel in het middenwesten en het zuiden op, maar hij toerde ook aan de oostkust van Amerika. In zijn bands hebben verschillende bekendere musici gespeeld, zoals Johnnie Scat Davis, Matty Matlock, Spud Murphy, Harry Babasin, Smith Ballew (later beroemd geworden als zanger en acteur) en Eddie Durham. Ook zong enige tijd zangeres Patti Page in de band, ongeveer van 1945 tot 1947. In latere jaren nam Jimmy Joy met zijn band op voor de labels Brunswick en Decca. Midden jaren vijftig zette Joy een punt achter zijn loopbaan als bandleider en ging hij in Dallas wonen.

## Discografie
- Jimmie's Joys: The Complete Golden en Okeh Recordings 1923-1925, Arcadia Recordings, 1999 (Jazz Oracle, 2012)